# 스테이블코인
스테이블코인(stablecoin)은 달러화 등 기존 화폐에 고정 가치로 발행되는 암호화폐를 말한다.

## 역사
2019년 1월, 핀테크회사 BXB(비엑스비)는 세계 최초로 담보통화로 원화를 채택한 스테이블코인 KRWb을 출시한다고 밝혔다. 크립토 KRWb는 원화와 1:1 비율로 연동된다.
2019년 2월 25일, 중국 정부는 최근 급부상한 스테이블 코인이 주로 미국의 달러와 연동되는 시장상황에 경계심을 높이고 있다. 실제로 스테이블 코인을 개발할 때는 '1코인=1달러'를 유지할 수 있도록 설계하는 경우가 가장 많다.
2019년 3월 1일, 일본의 최대 금융기관 미즈호 파이낸셜 그룹이 자체 발행 엔화 연동 암호화폐 '제이코인(J-Coin)'를 공개할 예정이다. J코인의 가치는 1엔당 1코인으로 스테이블하게 고정된다.
세계 최대 SNS인 페이스북도 자사 메신저 송금서비스에 이용할 스테이블코인인 가칭 페이스북 코인을 자체 개발할 계획이다.
스타트업 리저브(Reserve)가 40개 암호화폐 관련 업체 의견을 정리한 ‘2019 스테이블코인 현황: 안정적, 글로벌, 디지털 화폐를 위한 경쟁에서의 과장 대 현실’이라는 보고서를 발표했다. 보고서는 “스테이블코인은 잠재적으로 수조 달러(약 수천조원) 규모 시장이 될 것”이라며 “미국 달러가 앞으로 1~2년 내에 암호화폐 공간에서 토큰화된 가장 유동성이 높은 자산(tokenized liquid asset)이 될 것”이라고 전망했다.
암호화폐 거래소 제미니(Gemini)의 창업자 윙클보스(Winklevoss) 형제는 포춘과의 인터뷰에서 "스테이블 코인(stable coin)과 실제 자산으로 뒷받침되는 STO(증권형 토큰 발행)가 2019년 암호화폐 핵심 키워드가 될 것"이라고 예측했다.
2019년 2월 14일, JPM 코인을 성공적으로 발행하고, 테스트 했다고 밝혔다. 미국 대형 은행 중 최초로 JP 모건이 JPM 코인을 2019년에 발행할 계획이다. 달러화에 고정된 가치의 스테이블코인이다. JP모건체이스는 세계 최대 금융기관이다. JP 모건은 매일 전세계적으로 일어나는 결제 비즈니스 규모가 매일 6조달러에 이르는 미국 최대 은행이다. 그러자, JP모건체이스의 최대 경쟁사인 골드만삭스도 스테이블코인을 발행할 것이라고 밝혔다. 달러화에 고정된 스테이블코인을 발행하려면, 발행량과 동일한 액수의 달러화 현금을 보유해야만 한다. 따라서, 세계 최대 은행인 두 은행의 스테이블코인 발행은, 현금보유능력을 고려한다면, 상당한 의미가 있다. 두 은행 모두 세계 최고 주식부자 워렌 버핏이 몇조원씩 주식을 보유하고 있다. 워렌 버핏은 미국 상위 5위 대형 은행 중 4개 은행의 주식을 대규모로 보유하고 있다.

## 목록

### 테더
스테이블코인 중 가장 유명한 것은 테더이다. 시가총액 기준 10위 안에 들어간다. 수많은 암호화폐 거래소에 상장되어 있어서, 스테이블코인 중 지배적인 위치에 있다. 1달러=1테더로 고정가치인데, 가격이 폭락하면서, 신뢰성이 크게 흔들린 적이 있지만, 다른 스테이블코인은 전세계의 수많은 거래소에 상장된 경우가 없다.
2018년 11월 20일, 블룸버그통신은 미국 법무부가 스테이블코인의 대표 주자인 테더(tether, USDT)를 이용한 가격 조작 의혹에 대해 수사 중이라고 보도했다. 테더는 달러와 1:1의 교환 비율을 유지하는 암호화폐다. 미 연방 검찰은 트레이더들이 올해 초 암호화폐 거래소 비트파이넥스에서 비트코인 가격을 불법 조종하기 위해 테더를 사용한 것으로 의심하고 있다. 비트파이넥스와 테더는 모두 동일한 경영진이 운영하고 있으며, 새로운 암호화폐는 대부분 비트파이넥스를 통해 시장에 나온다. 비트파이넥스가 스테이블코인 '테더'를 이용해 비트코인 가격을 1300% 상승시켰다는 혐의를 두고 관련자를 수사하고 있다. 비트파이넥스의 본사는 홍콩에 있으며, 영국령 버진아일랜드 국적이다. 미국 법무부가 구체적 증거를 포착한 것으로 알려졌다. 테더는 대부분 거래사이트에서 거래되지만 주로 홍콩계 자본이 운영하고 있는 비트피넥스에서 많이 거래된다. 비트피넥스는 테더를 가장 많이 보유하고 있는 것으로 알려졌다.
2018년 9월, 28억 달러 규모의 테더가 유통되고 있고 암호화폐 전체 시장 규모로 8위다. 루이스 프리 FBI 전 국장이 설립한 법률 회사 FSS는 테더가 발행량 만큼의 달러 잔액을 보유하고 있다고 확인해 줬다.

## 스테이블 코인의 종류
모든 스테이블 코인은 4 가지 기본 유형으로 나눌 수 있다.
- 법정화폐 담보 스테이블코인 - 법정 화폐(주로 미국 달러) 기반되며 중앙화된다. 여기에는 USDT, USDC, TUSD, BUSD가 포함된다.[2]
- 상품 담보 스테이블 코인 - 금(석유, 기타 귀금속)이 지배하는 교환 거래 상품으로 확보되며 중앙화된다. 예: DGX, PAXG, XAUT.
- 암호화폐 담보 스테이블코인 - 다른 암호화폐 기반 스테이블 코인이다. 이들이 출범한 주된 이유는 일반적인 암호화폐보다 가격 역학에서 더 안정적인 분산형 토큰을 얻고자 하는 바람이었다. 예: DAI, EOSDT.
- 알고리즘 기반 스테이블코인(비담보, 상층화) - 담보 없이 분산형이지만, 중앙은행의 통화 발행 접근법과 유사하게 스테이블코인 총량을 관리하는 알고리즘을 통해 가격 안정을 달성한다.[3] 예: UST, USDN, FEI[4]

## 같이 보기
- 권도형